# بيلي جين كينغ
بيلي جين كينغ (بالإنجليزية: Billie Jean King) (نيي موفيت (née Moffitt) مواليد 22 نوفمبر 1943) هي لاعبة تنس أمريكية محترفة سابقة. وقد فازت باثني عشر لقبًا فرديًا من البطولات الكبرى لكرة المضرب (التنس) (جراند سلام "Grand Slam")، وستة عشر لقبًا زوجيًا من البطولات الكبرى لكرة المضرب للسيدات، وإحدى عشر لقبًا زوجيًا مختلطًا من البطولات الكبرى لكرة المضرب. وهي مناصرة للمساواة بين الجنسين وفازت بمنافسة التنس، "معركة الجنسين"، عام 1973م. وقد أتمت جولتها المهنية بجميع أوجه الفوز والخسارة بأداء بنسبة 81.76% (696–165). حيث كانت نسبة أداء الفوز والخسارة في جميع منافسات البطولات الكبرى لكرة المضرب الفردية 82.00% (190–39)، في بطولة فرنسا المفتوحة للتنس 77.77% (21–6)، وفي بطولة ويمبلدون 86.36% (95–15)، وفي بطولة أمريكا المفتوحة للتنس 80.55% (58–14)، وفي بطولة أستراليا المفتوحة للتنس 80.00% (16–4).
تعد كينغ هي مؤسِسة رابطة محترفات التنس ومؤسَسة الرياضة النسائية، ومالكة فرق التنس العالمية التي أسسها زوجها السابق، لاري كينغ (Larry King) ودينيس مورفي (Dennis Murphy) وفرانك بارمان (Frank Barman) وجوردان كايزر (Jordan Kaiser).

## سيرتها الشخصيّة
بيلي جين كينغ وُلدت في لونغ بيتش، كاليفورنيا، وبدأت بلعب التنس في سنّ مبكّرة. تلقّت تعليمها في جامعة ولاية كاليفورنيا بلوس أنجلوس. تزوّجت من لاري كينغ عام 1965، لكنّهما انفصلا في 1987. لعبت دورًا رئيسيًّا في تأسيس اتّحاد التنس للنساء وناضلت من أجل المساواة بين الجنسين في الرياضة. بالإضافة إلى نجاحاتها الرياضيّة، كانت ناشطة في حقوق المرأة وحقوق المثليّين، وحصلت على وسام الحرّيّة الرئاسيّ في 2009. في أوائل السبعينيّات، بدأت علاقة رومانسيةّ مع امرأة أخرى، ولكنّها كانت متردّدة في الإعلان عنها خوفًا من ردود الفعل السلبيّة من المجتمع وتأثير ذلك على مسيرتها المهنيّة. في عام 1981، أُجبرت على الإعلان عن هويّتها الجنسيّة عندما تمّ الكشف عن علاقتها في دعوى قضائيّة. هذا الإعلان أدّى إلى فقدان جميع عقود الرعاية الخاصّة بها في ذلك الوقت. لاحقًا، بدأت علاقة مع إيلانا كلوس، لاعبة تنس محترفة أيضًا، واستمرّت هذه العلاقة حتّى الآن.
بعد تقاعدها من اللّعب المحترف في عام 1983، استمرّت كينغ في العمل كمدرّبة ومعلّقة رياضيّة، وأسّست العديد من المبادرات لدعم الفتيات في الرياضة وتعزيز المساواة بين الجنسين في جميع المجالات. حصلت على العديد من الجوائز والأوسمة، بما في ذلك وسام الحريّة الرئاسيّ في عام 2009 تقديرًا لجهودها.
كانت كينغ تميل إلى الرياضة منذ سن مبكّرة. جذبت الاهتمام الدوليّ لأوّل مرّة في عام 1961 بفوزها ببطولة ويمبلدون للزوجيّ مع كارين هانتز. كان فريقهم أصغر فريق يفوز. بانتصاراتها في عام 1967، أصبحت أوّل امرأة منذ عام 1938 تكتسح ألقاب الفرديّ والزوجيّ والزوجيّ المختلط في الولايات المتحدّة وبريطانيا في عام واحد.

## إنجازاتها ومسيرتها الرياضيّة
حققت بيلي جين كينغ الفوز بـ 39 لقبًا في بطولات الجراند سلام، بما في ذلك 12 لقبًا في فرديّ السيّدات، و16 لقبًا في زوجيّ السيّدات، و11 لقبًا في زوجيّ الخلط. كما تمكّنت من الفوز بـ 4 بطولات أستراليا المفتوحة و1 بطولة فرنسا المفتوحة و6 بطولات ويمبلدون واحدة في بطولة فرديّ السيدات وخمسة في زوجيّ السيدات. كما وحقّقت فوز  "Battle of the Sexes"في عام 1973، خاضت بيلي جين كينغ مباراة تحت عنوان "Battle of the Sexes" ضد اللاعب بوبي ريغز، وهي مباراة عالميّة أثارت الكثير من الجدل. وفازت بيلي جين كينغ في هذه المباراة المثيرة، وهو إنجاز تاريخيّ للرياضة النسائيّة.
كما وكان لها مساهمة في المساواة الجنسيّة في الرياضة، فبجانب إنجازاتها في الملاعب، كانت بيلي جين كينغ مناصرة قويّة للمساواة الجنسيّة في الرياضة. قادت حملات لزيادة مكافآت الجوائز للّاعبات النساء وتحسين الفرص المهنيّة لهن في عالم كرة المضرب.

## مسيرتها الإداريّة والتعليميّة
بعد اعتزالها كلاعبة، تواصلت بيلي جين كينغ في مجال الرياضة بشكل فعّال كمدرّبة وإداريّة. شغلت مناصب رئيسة لجنة اللاعبين المحترفين ورئيسة اتّحاد كرة المضرب الأمريكيّ. كما أسّست مؤسّسة بيلي جين كينغ لدعم المواهب الشابّة في رياضة كرة المضرب.
بيلي جين كينغ لا تقتصر شهرتها على إنجازاتها الرياضيّة، بل تعتبر أيضًا ناشطة اجتماعيّة ملهمة ومؤثّرة في مجال حقوق المرأة والمساواة الجنسيّة.

## كتابات أخرى
- Fein, Paul (2005). You Can Quote Me On That: Greatest Tennis Quips, Insights And Zingers. Washington: Potomac Books. ISBN:1-57488-925-7.
- Roberts, Selena (2005). A Necessary Spectacle : Billie Jean King, Bobby Riggs, and the Tennis Match That Leveled the Game. New York: Crown. ISBN:1-4000-5146-0.
- Overman, Steven J. and K. B. Sagert, Icons of Women's Sport. Greenwood Press, 2012, Vol. 1.
- Ware, Susan. Game, Set, Match: Billie Jean King and the Revolution in Women's Sports (University of North Carolina Press; 2011) 282 pages; Combines biography and history in a study of the tennis player, liberal feminism, and Title IX.
- Jones, Ann, A Game of Love, 1971

## وصلات خارجية
- بيلي جين كينغ على موقع رابطة محترفات التنس (الإنجليزية)
- بيلي جين كينغ على موقع الاتحاد الدولي لكرة المضرب (الإنجليزية)
- بيلي جين كينغ على موقع كأس بيلي جين كينغ (الإنجليزية)
- بيلي جين كينغ على موقع قاعة مشاهير كرة المضرب الدولية (الإنجليزية)
- بيلي جين كينغ على موقع بطولة ويمبلدون (الإنجليزية)
- بيلي جين كينغ على موقع خلاصة التنس.كوم (الإنجليزية)
- بيلي جين كينغ على موقع قاعة كاليفورنيا للمشاهير الرياضية (الإنجليزية)

- الموقع الرسمي
- Official Wimbledon profile
- BBC profile
- ESPN.com article
- بيلي جين كينغ على موقع IMDb (الإنجليزية)
- بيلي جين كينغ على موقع الموسوعة البريطانية (الإنجليزية)
- بيلي جين كينغ على موقع مونزينجر (الألمانية)
- بيلي جين كينغ على موقع ميوزك برينز (الإنجليزية)
- بيلي جين كينغ على موقع ميوزك برينز (الإنجليزية)
- بيلي جين كينغ على موقع إن إن دي بي (الإنجليزية)
- بيلي جين كينغ على موقع قاعدة بيانات الفيلم (الإنجليزية)

 (info on the 2001 TV drama/comedy about The Battle of the Sexes)
- World TeamTennis
- Billie Jean King on The California Museum's California Legacy Trails
- Sunday Times article September 27, 2009 نسخة محفوظة 1 يونيو 2010 على موقع واي باك مشين.

## انظرأيضا
- قائمة الفائزات بفردي سيدات ويمبلدون